# Son Little

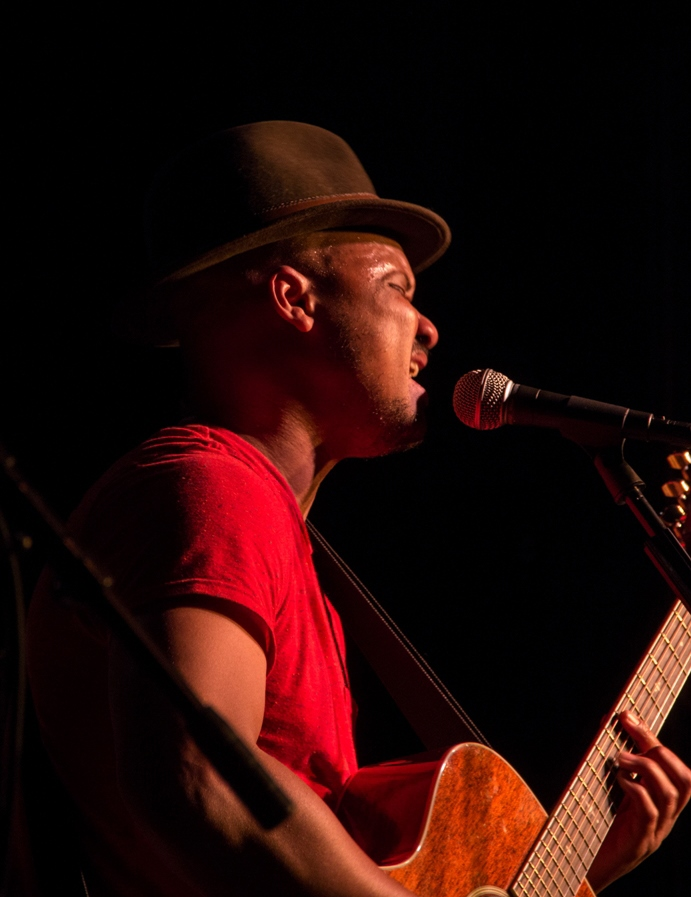
Son Little im Village Theater in Davenport 2015.

Aaron Earl Livingston (* in Los Angeles, Kalifornien), auch bekannt als Son Little,  ist ein US-amerikanischer Singer-Songwriter und Musikproduzent, der bei dem Independent-Label ANTI-Records unter Vertrag steht.

## Biografie
Aaron Livingston wurde in Los Angeles als Sohn eines Pastors und einer Lehrerin geboren, wuchs aber in New Jersey, Louisiana, New York und Philadelphia auf.

## Musikkarriere
Son Littles Musikstil stellt eine Mischung aus Soul, Blues, R&B, Jazz, Hip-Hop und Garage Rock dar. Er selbst bezeichnet sein Genre als Future Soul. Stimmlich wird er oft mit Bob Marley, Marvin Gaye oder Leon Bridges verglichen.
Zu seinen Einflüssen und Inspirationen zählt er eigenen Angaben nach vor allem Mavis Staples, aber auch John Coltrane, Miles Davis, Weather Report, Stevie Wonder, Marvin Gaye, Smokey Robinson, Paul McCartney und The Beatles, der Wu-Tang Clan, Kendrick Lamar, Beres Hammond, Sizzla, Capleton und Grizzly Bear, sowie die Autoren Salman Rushdie, Cormac McCarthy, Octavia E. Butler und William Gibson.
Seine musikalische Karriere begann Son Little unter seinem bürgerlichen Namen Aaron Livingston im Jahr 2011 in Philadelphia mit ersten Kollaborationen mit lokalen Größen wie The Roots und RJD2.

### 2014: EPThings I Forgot
Nachdem ihn das Label ANTI-Records Anfang des Jahres unter Obhut genommen hatte, gab Son Little im November 2014 seine EP Things I Forgot heraus. Nach der US-weiten Tour zusammen mit Kelis, folgte im Herbst 2014 eine Tour zusammen mit Selah Sue und Soul-Sänger Curtis Harding durch Europa.

### 2015: Mavis StaplesYour Good Fortuneund Debüt-AlbumSon Little
Im April 2015 veröffentlichte Mavis Staples ihre EP Your Good Fortune, bei der Son Little als Produzent, Instrumentalist und  Songwriter mitwirkte.
Im Oktober 2015 gab er dann sein erstes eigenes Studioalbum mit dem Titel Son Little heraus. Das Album sieht er als metaphorische Reise durch die USA mit ihren vielfältigen Orten und Musikstilen.

“I can trace where a lot of my music came from, as my life and my family touch so many different places. I can hear Lake Charles, Louisiana in my voice, the way I say some of the words; I hear New York in my lyrics. Detroit is a place I haven't spent a ton of time in, but if I explore the music of Detroit, I can hear myself in there, too.”

## Diskografie
Studioalben
- 2015: Son Little
- 2017: New Magic
- 2020: Aloha
- 2022: Like Neptune[11]

EPs
- 2014: Things I Forgot

Kollaborationsalben
- 2011: Undun (The Roots)
- 2011: The Abandoned Lullaby (RJD2)
- 2015: Your Good Fortune (Mavis Staples)

Singles
- 2014: Cross My Heart
- 2014: Your Love Will Blow Me Away When My Heart Aches